# Jiří Menzel
Jiří Menzel (Prag, 23. veljače 1938. – 5. rujna 2020.), češki filmski i kazališni redatelj, glumac i scenarist.
Postao je poznat 1967. kad mu je prvi dugometražni igrani film Strogo kontrolirani vlakovi (prema romanu Bohumila Hrabala) dobio Oscara za najbolji strani film. Nominiran je opet 1986. za svoju crnohumornu komediju Selo moje malo.
Film "Ševa na koncu" snimljen je 1969., no zabranila ga je tadašnja država. Izašao je iz bunkera 1990. poslije pada komunizma.
U Hrvatskoj je poznat i po režiji predstava Nemoćnik u pameti i Budala za večeru u zagrebačkom kazalištu Komedija.

## Djela
| Godina | Hrvatski naziv                               | Izvorni naziv                                         | Napomena                          |
| ------ | -------------------------------------------- | ----------------------------------------------------- | --------------------------------- |
| 1960.  | Montažne kuće                                | Domy z panelů                                         | školski film                      |
| 1963.  | Umro nam gospodin Foerster                   | Umřel nám pan Foerster                                | školski film                      |
| 1965.  | Koncert '65                                  | Koncert 65                                            | kratki dokumentarac               |
| 1965.  | Zločin u djevojačkoj školi                   | Zločin v dívčí škole                                  |                                   |
| 1966.  | Biseri na dnu                                | Perličky na dně                                       |                                   |
| 1966.  | Strogo kontrolirani vlakovi                  | Ostře sledované vlaky                                 |                                   |
| 1968.  | Zločin u glazbenoj dvorani                   | Zločin v šantánu                                      |                                   |
| 1968.  | Hirovito ljeto                               | Rozmarné léto                                         |                                   |
| 1969.  | Ševe na koncu                                | Skřivánci na niti                                     | zabranjen, predstavljen tek 1990. |
| 1974.  | Promijenjeni krajolici                       | Proměny krajiny                                       | kratki dokumentarac               |
| 1974.  | Tko traži zlato?                             | Kdo hledá zlaté dno                                   |                                   |
| 1976.  | '                                            | Na samotě u lesa                                      |                                   |
| 1978.  | Sjajni muškarci s kamerama                   | Báječní muži s klikou                                 |                                   |
| 1980.  | Striženo, skraćeno                           | Postřižiny                                            |                                   |
| 1981.  | Tři v tom                                    | Tři v tom                                             | TV kazalište                      |
| 1982.  | Krasosmutnění                                | Krasosmutnění                                         | TV film                           |
| 1982.  | Dr. Johann Faust, Praha II., Karlovo nám. 40 | Dr. Johann Faust, Praha II., Karlovo nám. 40          | TV kazalište                      |
| 1984.  | Svečanost visibabe                           | Slavnosti sněženek                                    |                                   |
| 1985.  | Selo moje malo                               | Vesničko má středisková                               |                                   |
| 1986.  | '                                            | Čokoládoví čmuchalové                                 |                                   |
| 1989.  | Kraj starih vremena                          | Konec starých časů                                    |                                   |
| 1991.  | Prosjačka opera                              | Žebrácká opera                                        |                                   |
| 1993.  | Doživljaji dobrog vojnika Čonkina            | Život a neobyčejná dobrodružství vojáka Ivana Čonkina |                                   |
| 2002.  | '                                            | Dalších deset minut II.                               |                                   |
| 2006.  | Služio sam engleskog kralja                  | Obsluhoval jsem anglického krále                      |                                   |

## Vanjske poveznice
- Jiří Menzel na imdb-u
- Laughter is the best way to get to know the world - razgovor s Jiříem Menzelom
- CFN